# Chanfana
La chanfana es un plato regional de la cocina portuguesa, muy típico de Beira Litoral. Se suele cocinar en cazuelas de barro y se sirve frecuentemente en los restaurantes de Olho Marinho, el concelho de Miranda do Corvo es considerado como la capital de la chanfana (capital da chanfana). En Miranda do Corvo existen dos platos únicos derivados de la chanfana: la sopa de casamento (sopa nupcial) y el negalho.

## Características
Se emplea en su preparación la carne de cabra, se riega con vino tinto de la región, algo de carne de cerdo, cabezas de ajo, perejil, sal y guindilla. Es un plato que se elabora en horno de leña.